# 安岳郡 (唐朝)
安岳郡，唐朝的郡。
唐玄宗天宝元年（742年）改普州为安岳郡，治所在安岳县（今县北）。辖境相当今四川省安岳、遂宁、乐至三县及重庆市潼南县部分地区。下辖安岳县、普慈县、安居县、崇龛县、普康县、乐至县。乾元元年（758年）复为普州。